# Penampaan Uken
Penampaan Uken is een bestuurslaag in het regentschap Gayo Lues van de provincie Atjeh, Indonesië. Penampaan Uken telt 1.532 inwoners (volkstelling 2010).